# United Rugby Championship
United Rugby Championship, до апреля 2021 года известный как Guinness Pro14 или Про14, с апреля по июнь 2021 года известный как Pro14 Rainbow Cup — ежегодный турнир по регби-15, проводимый среди профессиональных команд Ирландии, Италии, Уэльса, Шотландии и ЮАР.
Первый сезон соревнования, тогда известного как Кельтская лига (англ. Celtic League), состоялся в 2001—2002 гг. В первых розыгрышах принимали участие клубы из Ирландии, Уэльса и Шотландии. В 2006—2011 гг. главным и титульным спонсором лиги выступал ирландский производитель сидра Magners. В сезоне 2010/11 в турнире дебютировали две итальянские команды, и лига сменила название на PRO12. С сезона 2017 к турниру присоединились 2 клуба из Южной Африки, и он получил название PRO14. Начиная с сезона 2014/15 титульным спонсором соревнования является компания Guinness.
Лига входит в тройку крупнейших чемпионатов Европы, наряду с английской Премьер-лигой и французской Топ 14. Вплоть до сезона 2008/09 победитель определялся по итогам регулярного чемпионата. После этого была вновь введена система игр на вылет, схожая с той, которая применяется в Премьер-лиге.
Наиболее титулованный клуб-участник — «Ленстер», обладатель шести титулов (после сезона 2018/2019).

## Формат соревнования
Турнир проходит с сентября по май следующего года в два круга (когда каждая команда играет с другой дважды: дома и на выезде). При любом исходе регулярного чемпионата четыре команды, занявшие высшие места по его итогам, попадают в полуфинал плей-офф (первая команда играет с четвёртой, вторая — с третьей). Победители этих матчей выходят в финал, место проведения которого определяется участником с лучшими показателями в регулярном чемпионате. Матчи лиги, как правило, не проводились одновременно с международными встречами в ноябре, однако увеличившееся число игр в сезоне 2010/11 потребовало внести коррективы в календарь лиги. Как уже упоминалось, расширение связано с появлением в чемпионате итальянских команд. Начиная с сезона 2012/13 Апеннины представляют «Бенеттон» и «Цебре».

### Плей-офф
Формат многих соревнований по регби-15 (Супер Регби, Топ 14, Премьер-лига) включает проведение раунда плей-офф. До сезона 2009/10 победитель Про12 определялся на основе выступлений в регулярном чемпионате. Начиная с сезона 2009/10, чемпионом становится победитель плей-офф, в котором участвуют четыре лучшие команды регулярного первенства.

## Юридические аспекты
Юридическое имя компании-организатора — Celtic Rugby Limited. Она принадлежит всем четырём регбийным союзам участвующих стран. Совет директоров включает по два представителя от каждого союза, а также независимого председателя. Генеральный директор, Джон Фиэн, и весь персонал также ответственны за проведение Кубка шести наций и администрирование команды «Британские и ирландские львы».

## Освещение в СМИ
В сезоне 2010/11 матчи лиги транслировались в прямом эфире на каналах BBC Two Wales, BBC Two Northern Ireland, RTE, TG4 (канал на ирландском), BBC Alba (на гэльском), S4C (на валлийском). До определённого времени итальянское платное телевидение Dahlia TV также организовывало трансляции. Программы BBC Two Wales были доступны всем абонентам Соединённого Королевства посредством красной кнопки BBC. Повторы игр в полном объёмы публикуются сервисом BBC iPlayer. Каждая из компаний передаёт картинку другим вещателям, если матч проходит на её территории. Таким образом, бесплатные телевизионные трансляции доступны всем жителям Великобритании и Ирландии, в то время как итальянские любители регби вынуждены оплачивать просмотр матчей. В феврале 2011 г. Dahlia TV ликвидирована, и начиная с сезона 2014/15 компания Nuvolari показывает все матчи итальянских клубов Про12, а также плей-офф и финал чемпионата. BBC NI и TG4 освещали события лиги в 2001—2004 гг., прежде чем компания Setanta приобрела все телеправа, оставив конкурентам прямые трансляции только в Уэльсе (FTA TV). Однако новый контракт позволяет бесплатно просматривать матчи жителям Северной Ирландии и Шотландии. Домашние игры шотландских команд освещаются в прямом эфире BBC Radio Scotland. С сезона 2014/15 права на показ матчей Про12 появились также у Sky Sports. Контракт был заключён на четыре года, согласно его условиям, каждый сезон компания показывала 30 матчей регулярного чемпионата, а также матчи плей-офф и финала.
Нерегулярное освещение событий лиги осуществляется во Франции (Canal Plus), Австралии, Новой Зеландии, Канаде, Юго-Восточной Азии и на Ближнем Востоке (Setanta Sports). Права на трансляцию в США, также в прошлом принадлежавшие Setanta, отныне в распоряжении Fox Soccer Plus, подразделению News Corporation.

## Команды
Команды-участницы лиги организованы по территориальному принципу: каждая из них, за исключением «Бенеттона», представляет определённый регион или провинцию. «Бенеттон», представляющий только один город, — Тревизо — получил право на участие во многом из-за долгой и богатой истории клуба, а также провала конкурирующей заявки команды «Преторианс Рома».

### Сезон 2017/18
| Команда           | Стадион (вместимость)                                  | Город          |
| ----------------- | ------------------------------------------------------ | -------------- |
| «Бенеттон»        | «Стадио Комунале ди Мониго», (6 700)                   | Тревизо        |
| «Глазго Уорриорз» | «Скотстаун» (5 000)                                    | Глазго         |
| «Кардифф Блюз»    | «Кардифф Армс Парк» (12 500) и «Кардифф Сити» (26 828) | Кардифф        |
| «Коннахт»         | «Голуэй Спортсграунд» (9 120)                          | Голуэй         |
| «Ленстер»         | «РДС Арена» (18 500) и «Авива» (51 700)                | Дублин         |
| «Манстер»         | «Томонд Парк» (26 600) и «Масгрейв Парк» (9 500)       | Лимерик / Корк |
| «Дрэгонс»         | «Родни Парэйд» (11 676)                                | Ньюпорт        |
| «Ольстер»         | «Кингспан» (18 000)                                    | Белфаст        |
| «Оспрейз»         | «Либерти» (20 532)                                     | Суонси         |
| «Саутерн Кингз»   | «Нельсон Мандела Бэй» (49 459)                         | Порт-Элизабет  |
| «Скарлетс»        | «Парк э Скарлетс» (14 870)                             | Лланелли       |
| «Цебре»           | «Стадион 25 апреля»                                    | Парма          |
| «Читаз»           | «Фри-Стейт» (48 000)                                   | Блумфонтейн    |
| «Эдинбург»        | «Мюррейфилд» (67 130)                                  | Эдинбург       |

### Участники прошлых сезонов
До объединения валлийских регбийных клубов, в период с 2001 по 2003 год в турнире участвовали следующие команды:
| Команда     | Стадион (вместимость)        | Город     |
| ----------- | ---------------------------- | --------- |
| «Бридженд»  | «Брюэри Филд» (6 000)        | Бридженд  |
| «Кайрфилли» | «Вирджиниа Парк» (5 000)     | Кайрфилли |
| «Кардифф»   | «Кардифф Армс Парк» (12 500) | Кардифф   |
| «Эббу Вейл» | «Юджин Кросс Парк» (8 000)   | Эббу Вейл |
| «Лланелли»  | «Стрэди Парк» (10 800)       | Лланелли  |
| «Нит»       | «Нолл» (6 000)               | Нит       |
| «Ньюпорт»   | «Родни Пэрэйд» (11 676)      | Ньюпорт   |
| «Понтиприт» | «Сардис Роуд» (7 861)        | Понтиприт |
| «Суонси»    | «Сент Хэленс» (4 500)        | Суонси    |

### Участники, прекратившие существование
| Команда           | Годы участия | Стадион (вместимость)                          | Город (регион)             |
| ----------------- | ------------ | ---------------------------------------------- | -------------------------- |
| «Айрони»          | 2010-2012    | «Стадио Луиджи Дзаффанелла» (6 000)            | Ломбардия и Эмилья-Романья |
| «Бордер Рейверс»  | 2002-2007    | «Нетердэйл» (6 000)                            | Галашилс и Хоик            |
| «Селтик Уорриорз» | 2003-2004    | «Брюэри Филд» (12 000) и «Сэрдис Роуд» (8 000) | Бридженд и Понтиприт       |

## Результаты

### По годам
| Про14   | Про14  | Про14             | Про14             |
| Сезон   | Команд | Победитель        | Второе место      |
| ------- | ------ | ----------------- | ----------------- |
| 2001/02 | 15     | «Ленстер»         | «Манстер»         |
| 2002/03 | 16     | «Манстер»         | «Нит»             |
| 2003/04 | 12     | «Скарлетс»        | «Ольстер»         |
| 2004/05 | 11     | «Оспрейз»         | «Манстер»         |
| 2005/06 | 11     | «Ольстер»         | «Ленстер»         |
| 2006/07 | 11     | «Оспрейз»         | «Кардифф Блюз»    |
| 2007/08 | 10     | «Ленстер»         | «Кардифф Блюз»    |
| 2008/09 | 10     | «Манстер»         | «Эдинбург»        |
| 2009/10 | 10     | «Оспрейз»         | «Ленстер»         |
| 2010/11 | 12     | «Манстер»         | «Ленстер»         |
| 2011/12 | 12     | «Оспрейз»         | «Ленстер»         |
| 2012/13 | 12     | «Ленстер»         | «Ольстер»         |
| 2013/14 | 12     | «Ленстер»         | «Глазго Уорриорз» |
| 2014/15 | 12     | «Глазго Уорриорз» | «Манстер»         |
| 2015/16 | 12     | «Коннахт»         | «Ленстер»         |
| 2016/17 | 12     | «Скарлетс»        | «Манстер»         |
| 2017/18 | 14     | «Ленстер»         | «Скарлетс»        |
| 2018/19 | 14     | «Ленстер»         | «Глазго Уорриорз» |
| 2019/20 | 14     | «Ленстер»         | «Ольстер»         |
| 2020/21 | 12     | «Ленстер»         | «Манстер»         |
| 2021/22 | 16     | «Стормерз»        | «Буллз»           |
| 2022/23 | 16     | «Манстер»         | «Стормерз»        |
| 2023/24 | 16     | «Глазго Уорриорз» | «Буллз»           |
| 2024/25 | 16     | «Ленстер»         | «Буллз»           |

| Кельтский кубок | Кельтский кубок | Кельтский кубок | Кельтский кубок |               |
| Сезон           | Команд          | Победитель      | Второе место    |               |
| --------------- | --------------- | --------------- | --------------- | ------------- |
| 2001/02         | не проводился   | не проводился   | не проводился   |               |
| 2002/03         | не проводился   | не проводился   | не проводился   |               |
| 2003/04         | 12              | Ольстер         | Эдинбург        |               |
| 2004/05         | 8               | Манстер         | Скарлетс        |               |
| 2005/06         | не проводился   | не проводился   | не проводился   | не проводился |
| 2006/07         | не проводился   | не проводился   | не проводился   | не проводился |
| 2007/08         | не проводился   | не проводился   | не проводился   | не проводился |
| 2008/09         | не проводился   | не проводился   | не проводился   | не проводился |
| 2009/10         | не проводился   | не проводился   | не проводился   | не проводился |
| 2010/11         | не проводился   | не проводился   | не проводился   | не проводился |
| 2011/12         | не проводился   | не проводился   | не проводился   | не проводился |
| 2012/13         | не проводился   | не проводился   | не проводился   | не проводился |
| 2013/14         | не проводился   | не проводился   | не проводился   | не проводился |
| 2014/15         | не проводился   | не проводился   | не проводился   | не проводился |
| 2015/16         | не проводился   | не проводился   | не проводился   | не проводился |
| 2016/17         | не проводился   | не проводился   | не проводился   | не проводился |
| 2017/18         | не проводился   | не проводился   | не проводился   | не проводился |
| 2018/19         | не проводился   | не проводился   | не проводился   | не проводился |

### По количеству побед
| Команда           | Побед | Годы                                                                   | Вторых мест | Годы                                        |
| ----------------- | ----- | ---------------------------------------------------------------------- | ----------- | ------------------------------------------- |
| «Ленстер»         | 8     | 2001/02, 2007/08, 2012/13, 2013/14, 2017/18, 2018/19, 2019/20, 2021/22 | 5           | 2005/06, 2009/10, 2010/11, 2011/12, 2015/16 |
| «Манстер»         | 4     | 2002/03, 2008/09, 2010/11, 2022/23                                     | 5           | 2001/02, 2004/05, 2014/15, 2016/17, 2020/21 |
| «Оспрейз»         | 4     | 2004/05, 2006/07, 2009/10, 2011/12                                     | 1           | 2002/03 (как «Нит»)                         |
| «Глазго Уорриорз» | 2     | 2014/15, 2023/24                                                       | 2           | 2013/14, 2018/19                            |
| «Скарлетс»        | 2     | 2003/04, 2016/17                                                       | 1           | 2017/18                                     |
| «Ольстер»         | 1     | 2005/06                                                                | 1           | 2003/04                                     |
| «Стормерз»        | 1     | 2021/22                                                                | 1           | 2022/23                                     |
| «Коннахт»         | 1     | 2015/16                                                                | 0           |                                             |
| «Кардифф Блюз»    | 0     |                                                                        | 2           | 2006/07, 2007/08                            |
| «Кардифф Блюз»    | 0     |                                                                        | 2           | 2021/22, 2023/24                            |
| «Эдинбург»        | 0     |                                                                        | 1           | 2008/09                                     |

### По странам
| Страна    | Победы | Команды                                                    | Вторые места | Команды                                       |
| --------- | ------ | ---------------------------------------------------------- | ------------ | --------------------------------------------- |
| Ирландия  | 14     | «Ленстер» (8), «Манстер» (4), «Ольстер» (1), «Коннахт» (1) | 13           | «Ленстер» (5), «Манстер» (5), «Ольстер» (3)   |
| Уэльс     | 6      | «Оспрейз» (4), «Скарлетс» (2)                              | 4            | «Кардифф Блюз» (2), «Нит» (1), «Скарлетс» (1) |
| Шотландия | 2      | «Глазго Уорриорз» (2)                                      | 3            | «Эдинбург» (1), «Глазго Уорриорз» (2)         |
| ЮАР       | 1      | «Стормерз» (1)                                             | 3            | «Буллз» (2), «Стормерз» (1)                   |

## Рекорды
- Наибольшее число матчей в одном сезоне: 23, Ричард Фасселл, «Оспрейз», 2010/11.
- Наибольшее число матчей за всё время: 185, Майкл Свифт, «Манстер».
- Наибольшее количество очков в одном сезоне: 276, Фелипе Контепоми, «Ленстер», 2005/06.
- Наибольшее количество попыток в одном сезоне: 14, Тим Виссер, «Эдинбург», 2010/11.
- Наибольшее количество очков за всё время: 1 582, Дэн Паркс, «Глазго» и «Кардифф Блюз».
- Наибольшее количество попыток за всё время: 56, Томми Боуи, «Ольстер» и «Оспрейз»[11].
- Наибольшее количество голов в одном сезоне: 99, Нил Дженкинс, «Селтик Уорриорс».
- Наибольшее количество голов за всё время: 397, Дэн Паркс, «Глазго» и «Кардифф Блюз».
- Максимальная посещаемость: 50 645, «Ленстер» против «Манстера», «Авива», 2 октября 2010 г.